# NGC 4041
NGC 4041 је спирална галаксија у сазвежђу Велики медвед која се налази на NGC листи објеката дубоког неба.
Деклинација објекта је + 62° 8' 13" а ректасцензија 12h 2m 11,9s. Привидна величина (магнитуда) објекта NGC 4041 износи 11,1 а фотографска магнитуда 11,9. Налази се на удаљености од 22,7000 милиона парсека од Сунца. NGC 4041 је још познат и под ознакама UGC 7014, MCG 10-17-129, CGCG 292-61, ARAK 342, IRAS 11596+6224, PGC 37999.